# Mustalampi (sjö i Finland, Lappland, lat 66,77, long 26,18)
Mustalampi är en sjö i Finland. Den ligger i kommunen Rovaniemi i landskapet Lappland, i den norra delen av landet, 700 km norr om huvudstaden Helsingfors. Mustalampi ligger 164 meter över havet. Arean är 30,8 hektar och strandlinjen är 2,68 kilometer lång. Sjön  ingår i Kemi älvs huvudavrinningsområde. 